# هربرت باريت
هربرت باريت (بالإنجليزية: Herbert Barrett)‏ هو مدير مواهب أمريكي، ولد في 21 مايو 1910 في نيويورك في الولايات المتحدة، وتوفي في 5 نوفمبر 2007.